# Sanna Tidstrand
Sanna Tidstrand, née le 26 juillet 1985 à Malung, est une skieuse suédoise spécialiste de l'épreuve du ski de vitesse et du skicross. 
Elle bat le record du monde en ski de vitesse  avec 242,59 km/h en avril 2006 aux Arcs  (Savoie) lors du Pro Mondial de ski de vitesse. Ce record restera valide jusqu'en 2016.
Elle a également gagné en 2005 l'épreuve des X Games dans la catégorie skicross.